# Garita Internacional de Calexico Oeste
La Garita Internacional de Calexico Oeste (anteriormente conocido simplemente como la Garita Internacional de Calexico y a veces llamado la Garita Internacional del "Centro") es uno de los dos puertos de entrada en el área del Valle Imperial de California. Se ubica en el centro de negocios del área metropolitana de Calexico–Mexicali que está dividida por un límite internacional. Este cruce tiene fácil acceso hacia el norte hasta la autopista interestatal 8 a través de la ruta estatal 111 de California. La Carretera Federal 5 inicia entonces su recorrido hacia el sur. La Administración de Servicios Generales está implementando actualmente una modernización de las instalaciones que durará varios años y que cambiará drásticamente la apariencia y el rendimiento del cruce fronterizo.  Ya se completó la parte vehicular (quedando pendiente la activación de los carriles Ready Lane), en la parte peatonal está en espera de inicio de la remodelación.

## Historia

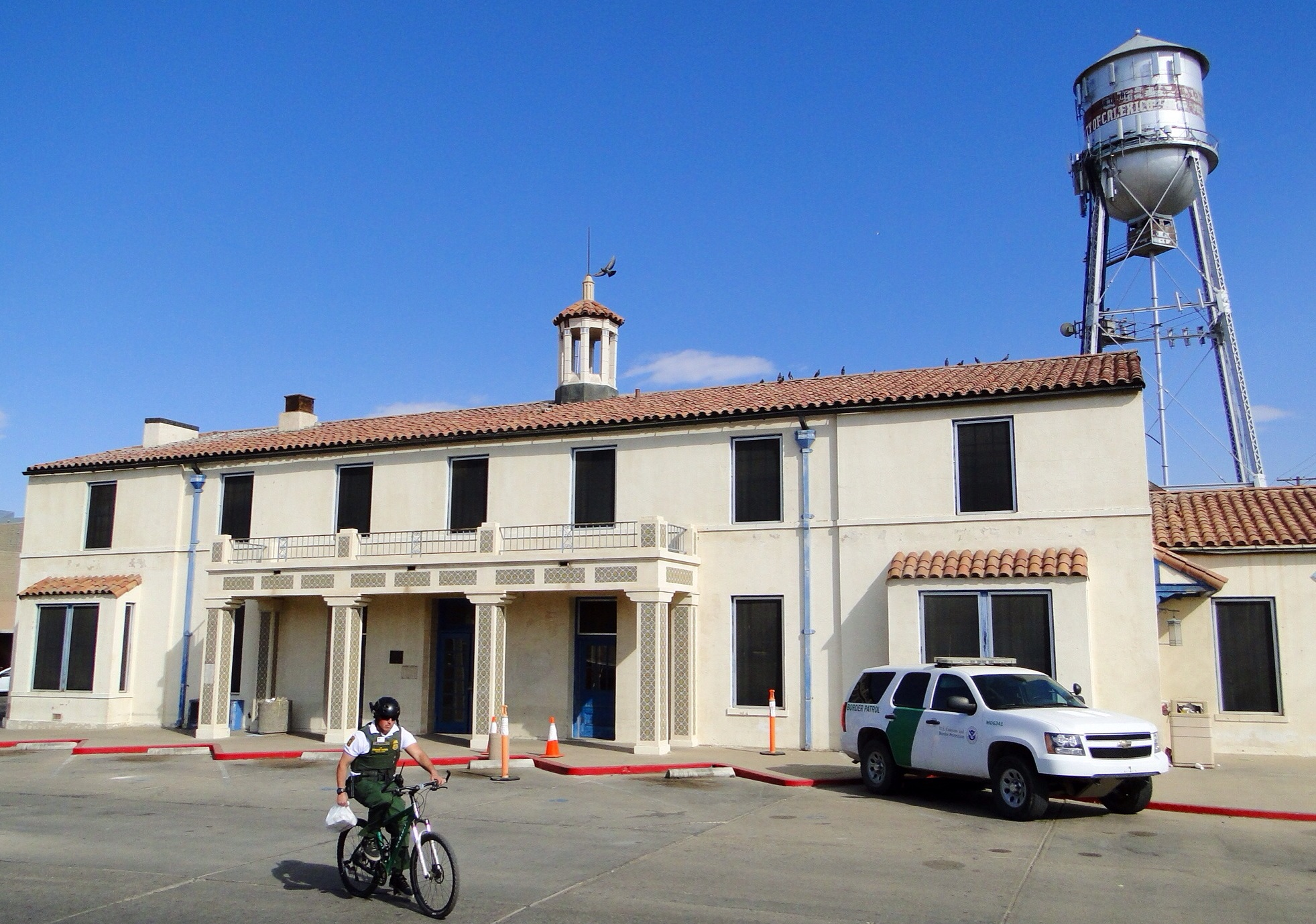
La histórica estación de inspección fronteriza de Calexico de 1933 en la avenida Heffernan

Ha habido un cruce fronterizo en Calexico desde finales del siglo XIX. La zona creció sustancialmente cuando el riego convirtió el árido Valle Imperial en tierra agrícola fértil. El riego se produjo como resultado directo de una gran inundación (combinada con la capa superficial del suelo) en 1906, cuando el Río Colorado rompió su cauce debido a la mala ingeniería de la California Development Company. Entra George Chaffey y su Imperial Land Company, quienes resolvieron el problema de las inundaciones y diseñaron las ciudades de Calexico, El Centro, Imperial y Mexicali. Así, con su trabajo se le permitió bautizar el valle como Valle Imperial.
La histórica estación de inspección fronteriza en la Avenida Heffernan fue construida en 1933. Fue incluido en el Registro Nacional de Lugares Históricos de Estados Unidos en 1992 y hoy en día sigue siendo sede de oficinas del gobierno de los Estados Unidos. En 1974, se construyó un nuevo puerto de entrada dos cuadras al oeste, adyacente al cruce ferroviario internacional. En 2018 se inauguró un nuevo puerto de entrada al lado del Río Nuevo con instalaciones modernas, pero por ahora se utiliza para vehículos, el puerto peatonal no ha cambiado, sin embargo, hay planes para modernizar el puerto peatonal que incluye utilizar el antiguo edificio del primer puerto de entrada para un puerto peatonal temporal para reconstruir uno nuevo.